# 罗曼·捷留什科夫
罗曼·伊戈列维奇·捷留什科夫（羅馬化：Roman Igorevich Teryushkov；1979年12月20日—）是俄罗斯政治人物，第八届国家杜马代表，莫斯科州前体育部长。
2002年至2005年，捷留什科夫担任Ecoreserve LLC财务分析师，后来担任Ecoreserve LLC财务部主管。2006年至2007年，他担任统一俄罗斯党青年近卫军副队长。2007年至2009年，捷留什科夫担任群众青年计划部部长，后来担任统一俄罗斯党青年近卫军中央总部副部长。2012年至2013年，他担任戈洛维诺区区长。2014年至2021年，他担任莫斯科州体育部长。2021年9月起，他担任第八届国家杜马代表。

## 制裁
捷留什科夫于2022年因俄乌战争而受到英国政府制裁。